# 市廳·龍仁大學站
市廳·龍仁大學站（：／ Sicheong-Yongindae yeok */?）是龍仁輕軌沿線的一座高架車站，位於韓國京畿道龍仁市處仁區三街洞。

## 車站結構
站體為2面2線側式月台的高架車站，候車月台設有月台幕門。

### 月台配置
| 三街 ↑     |
| \| 上      |
| ↓ 明知大學 |

| 月台 | 路線        | 目的地               |
| ---- | ----------- | -------------------- |
| 上行 | ●龙仁轻电铁 | 三街、東栢、器興方向 |
| 下行 | ●龙仁轻电铁 | 前垈·愛寶樂園方向    |

## 歷史
- 2013年4月26日：落成啟用。

## 車站周邊
- 龍仁大學
- 龍仁市政府
- 龍仁稅務署
- 龍仁東部警察署
- 龍仁市教育支援廳
- 處仁區衛生所
- 金鶴川橋

## 圖片

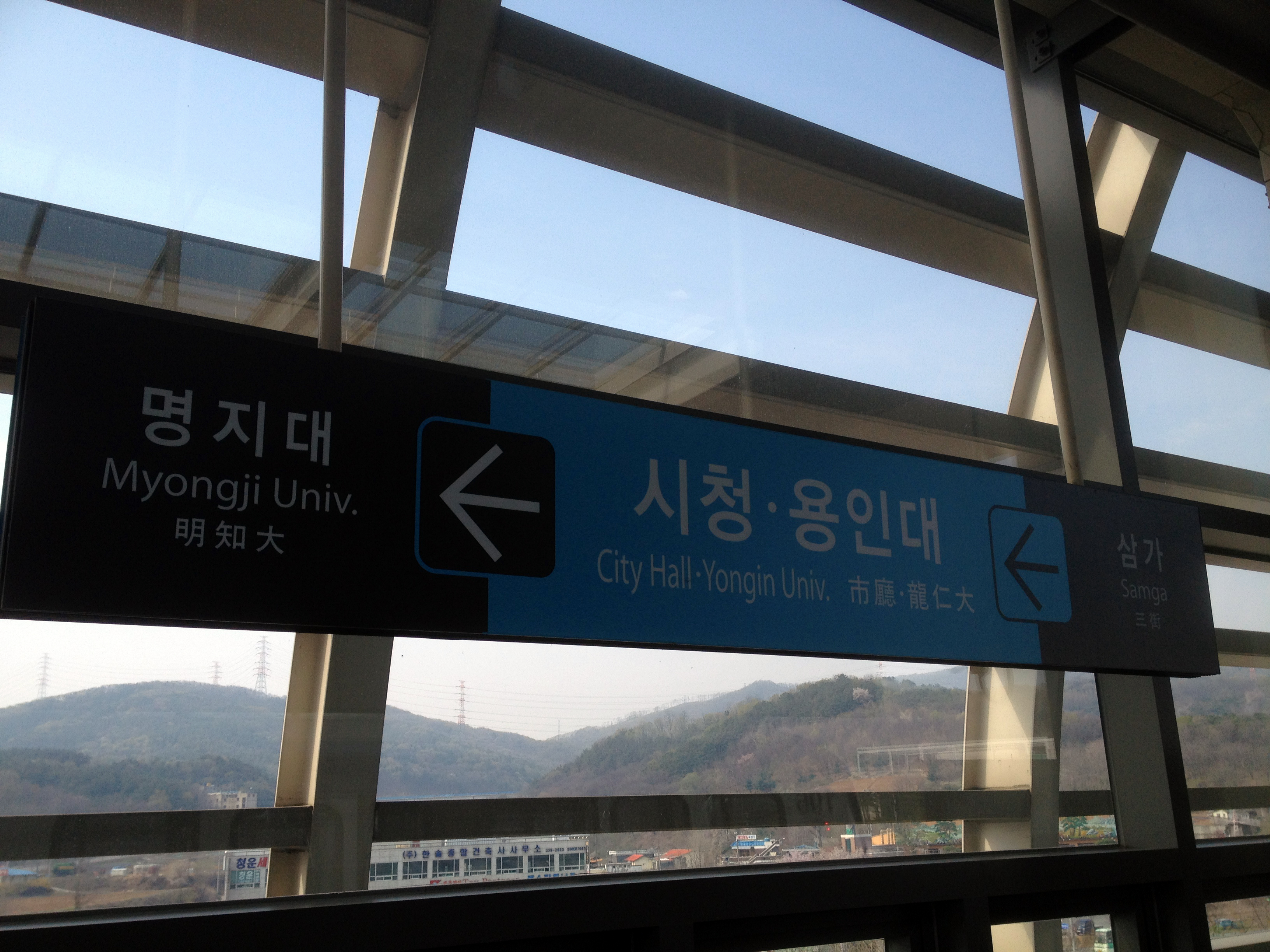
站名牌
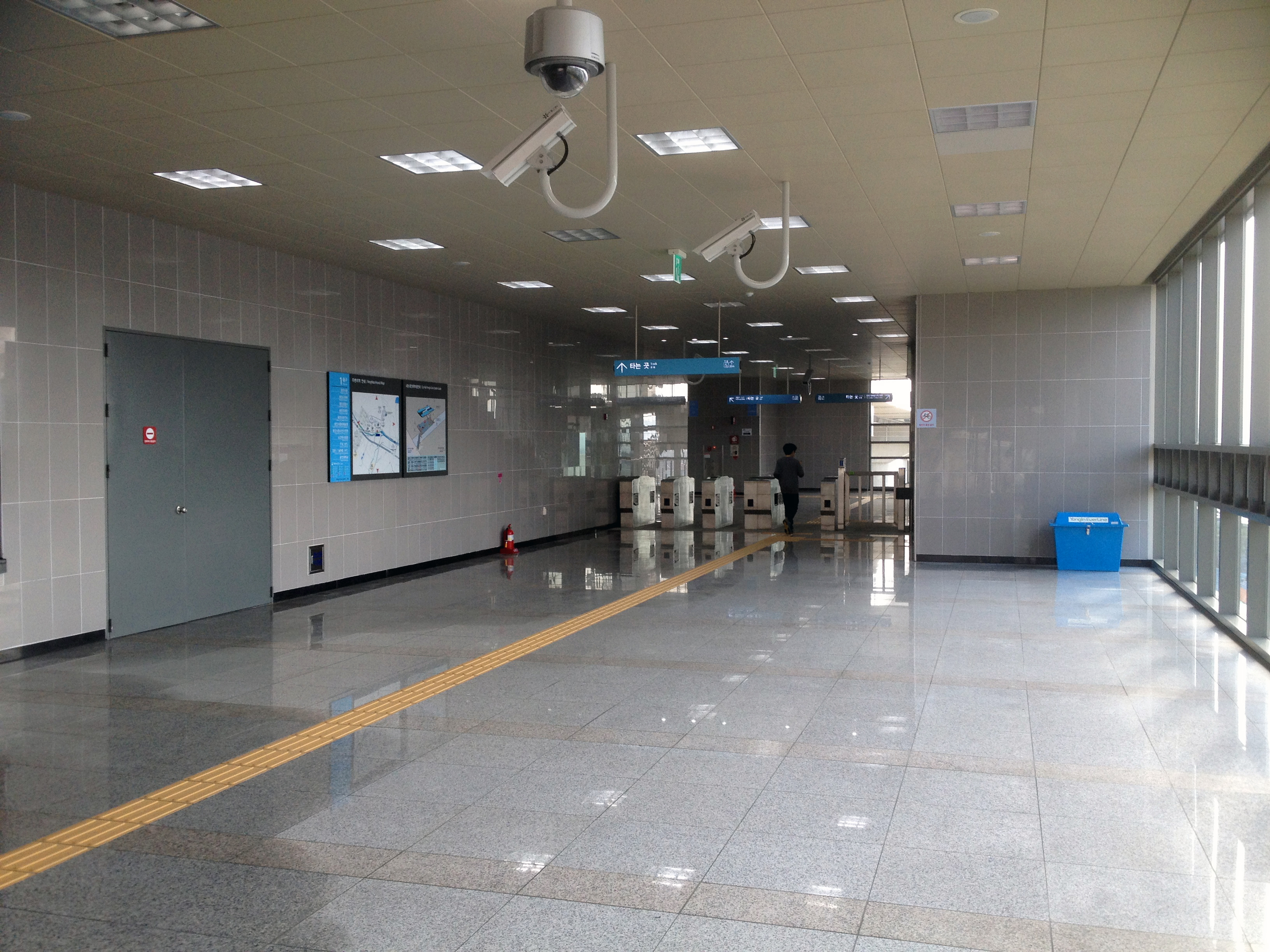
剪票閘口
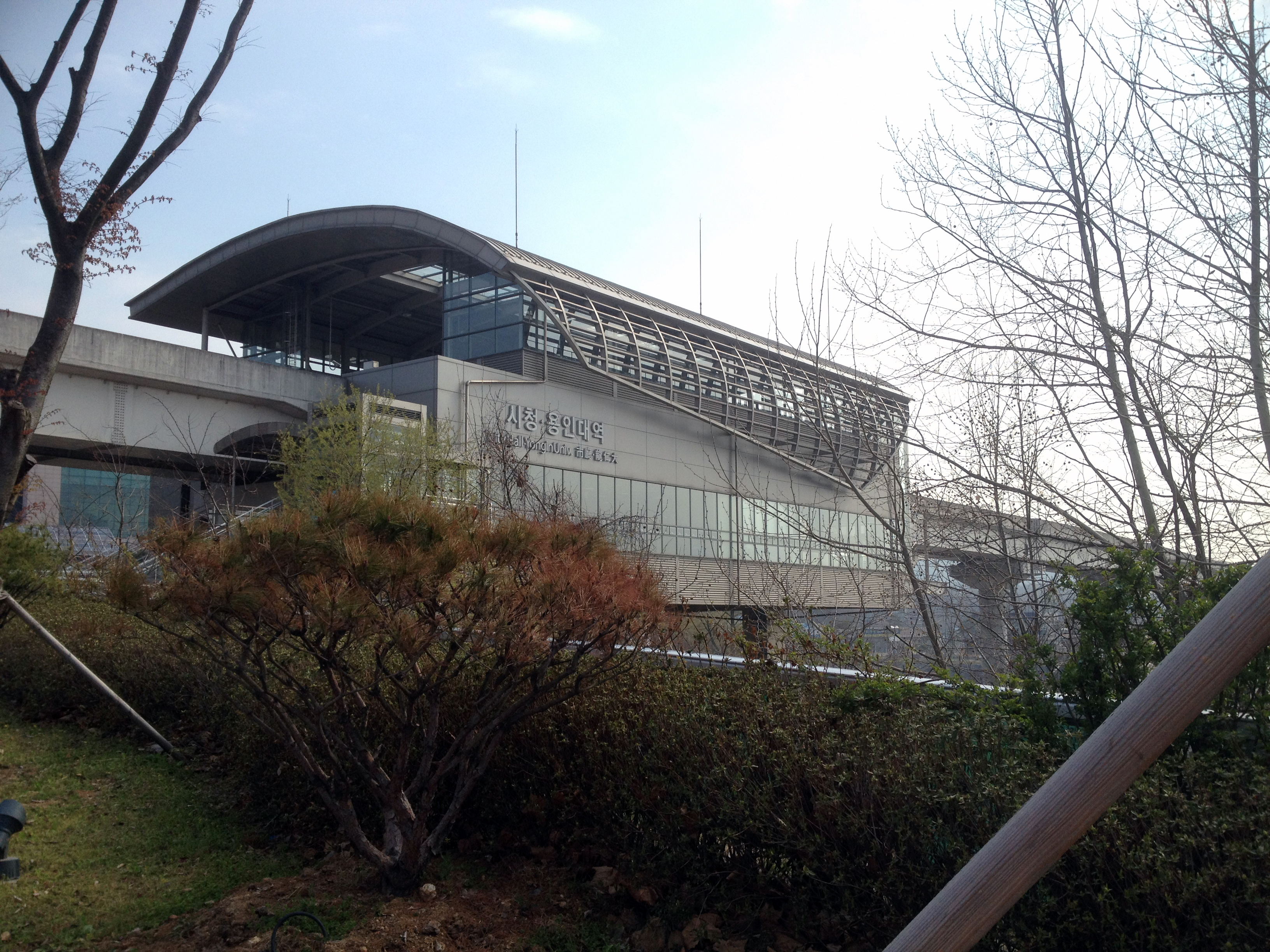
車站建築

## 相鄰車站
龍仁輕量電鐵
●龙仁轻电铁
三街（Y116）－市廳·龍仁大學（Y117）－明知大學（Y118）